# Pfarrkirche Kirchdorf am Inn (Oberösterreich)

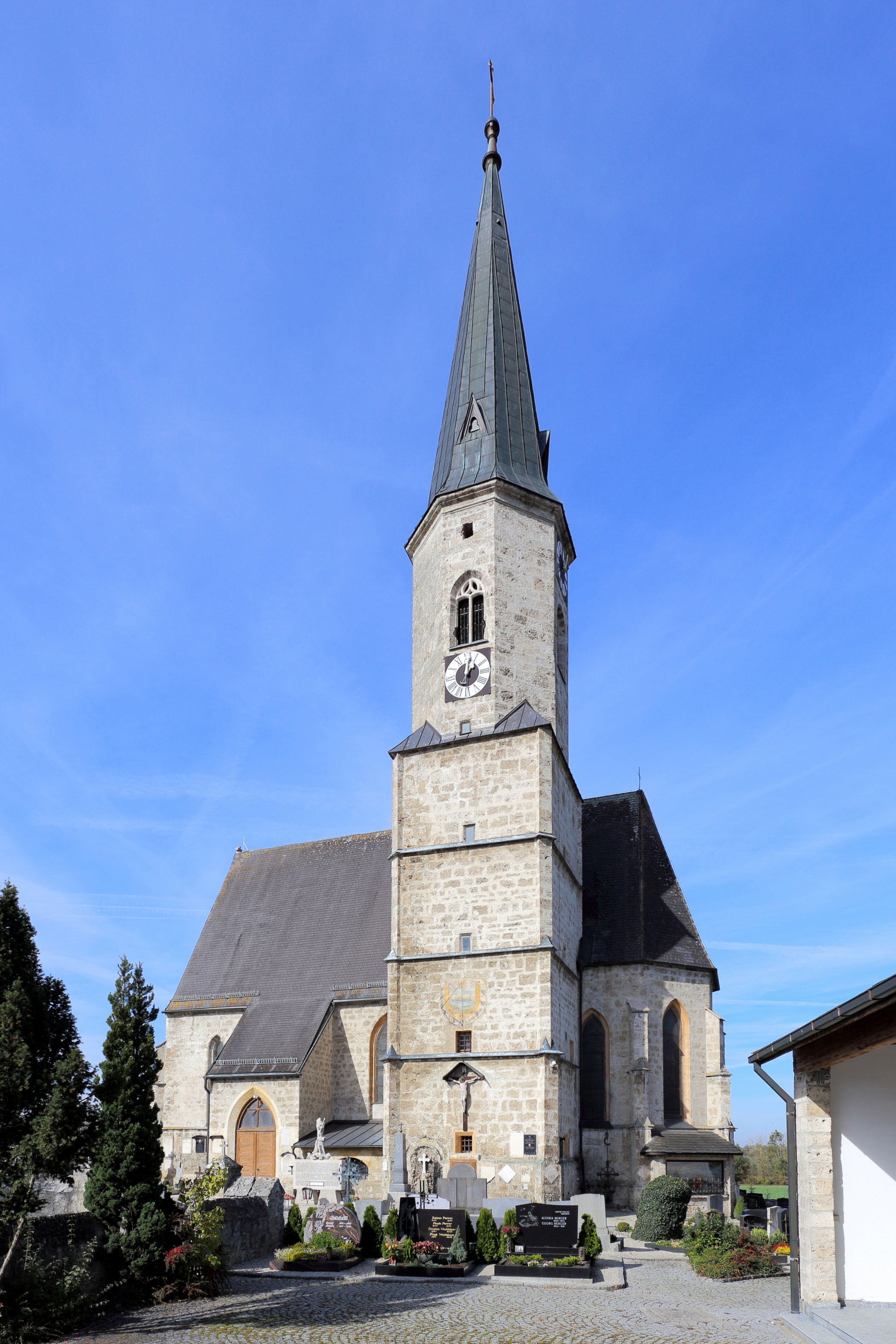
Kath. Pfarrkirche Mariä Himmelfahrt in Kirchdorf am Inn

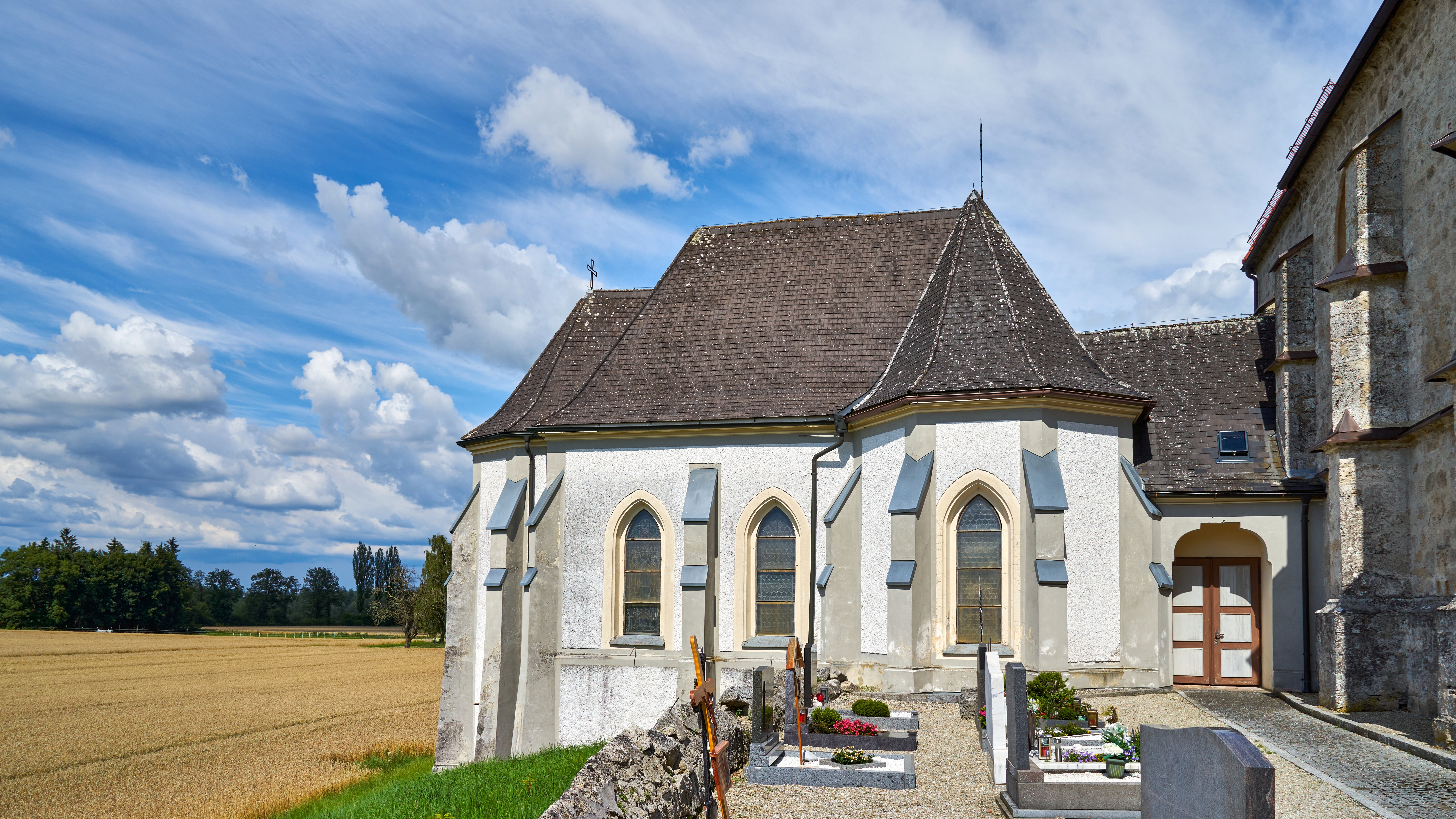
Lourdeskapelle an der Nordseite der Kirche

Die Pfarrkirche Kirchdorf am Inn steht in der Gemeinde Kirchdorf am Inn in Oberösterreich. Die römisch-katholische Pfarrkirche Mariä Himmelfahrt gehört zum Dekanat Altheim in der Diözese Linz. Die Kirche und der Friedhof stehen unter Denkmalschutz.

## Geschichte
Eine Kirche wurde um 1170 urkundlich genannt. Der gotische Kirchenbau aus Tuffstein wurde barockisiert. Im Norden der Kirche wurde 1901 durch Matthäus Schlager die neugotische Lourdes-Kapelle angebaut, die mit einem Verbindungsbauwerk rechtwinklig zur höher gelegenen Kirche mit dieser verbunden ist.

## Architektur
Das einschiffige dreijochige Langhaus hat halb eingezogene Strebepfeiler und halbkreisförmige Dienste. Der leicht eingezogene zweijochige Chor hat einen Dreiachtelschluss und am Chorhaupt die Angabe 1489. Die Rippen der gotischen Gewölbe wurden abgeschlagen und später gemalt neu angezeigt. Die Westempore auf Achtecksäulen hat ein gotisches Gewölbe mit abgeschlagenen Rippen. Der mächtige Turm im südlichen Chorwinkel wurde oben in ein Achteck übergeführt und trägt einen Spitzhelm. Das gotische Südportal ist verstäbt und die Tür hat gotische Beschläge.
Die Friedhofsmauer hat eine Keilsteinabdeckung.

## Ausstattung

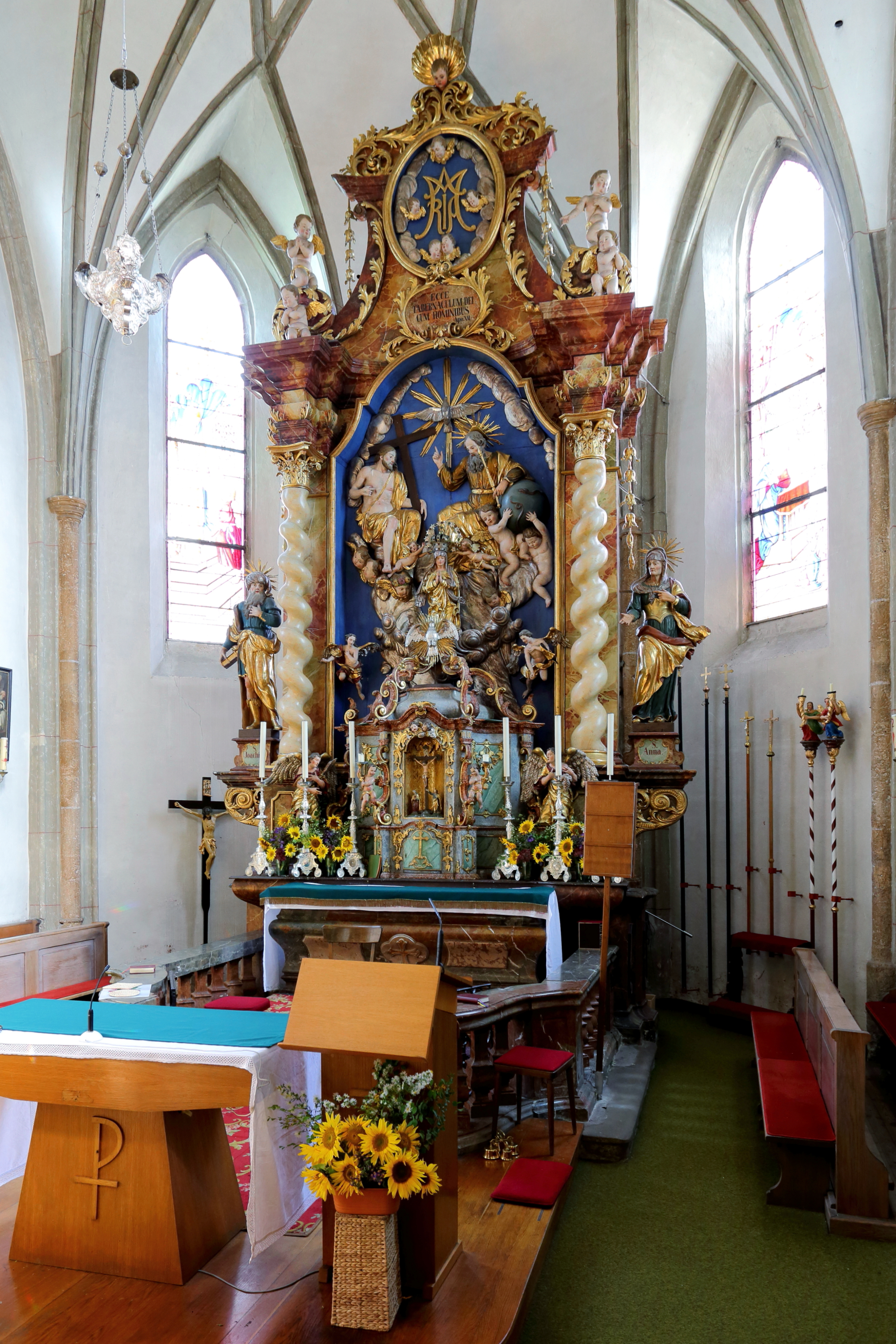
Hochaltar

Der Hochaltar aus dem Anfang des 18. Jahrhunderts trägt die Mittelgruppe Marienkrönung. Den Rokoko-Tabernakel schuf vermutlich Johann Ferdinand Schwanthaler.
Es gibt bemerkenswerte Grabsteine der Inhaber der Herrschaft Katzenberg im Langhaus: Ernst 1567 und Sara von Schwarzenstein  mit Relief Kreuzigung, Adolf und Margaretha von Schwarzenstein 1572 mit vier Reliefs, Barbara Hertzheim 1611 mit Reliefganzfigur, Maria Elisabeth von Taufkirchen geborene Schwarzenstein 1617 mit architektonischem Aufbau und Relief Mariä Himmelfahrt. In der südlichen Torvorhalle sind gotische und Renaissance-Grabsteine.